# Операция „Пиедестал“
Операция „Пиедестал“ (на английски: Operation Pedestal) от 3 – 15 август 1942 година е военна операция в Средиземно море по време на Втората световна война.
При нея Великобритания изпраща силно охраняван конвой от кораби, превозващи доставки за обсадената Малта, а военноморските и военновъздушните сили на Италия и Германия се опитват да го спрат. Британците претърпяват тежки загуби, включително на повечето товарни кораби в конвоя. Въпреки това те успяват да достигнат до Малта, снабдявайки острова с жизненоважното гориво. Това им позволява да активизират нападенията срещу противниковия флот в Средиземно море, а няколко месеца по-късно Тристранния пакт е принуден да вдигне обсадата на острова.